# Bradley, Wales
Bradley är en by i Wrexham i Wales. Byn är belägen 178,1 km 
från Cardiff. Orten har 1 362 invånare (2016).